# Лядка (приток Цны)
Лядка — река в России, протекает в Вышневолоцком районе Тверской области. Устье реки находится в 31 км по правому берегу реки Цна. Длина реки составляет 15 км.
Течёт на север. Недалеко от истока соединяется каналом с рекой Белая

## Данные водного реестра
По данным государственного водного реестра России относится к Балтийскому бассейновому округу, водохозяйственный участок реки — Шлина, речной подбассейн реки — Волхов. Относится к речному бассейну реки Нева (включая бассейны рек Онежского и Ладожского озера).
Код объекта в государственном водном реестре — 01040200112102000019860.